# Фридрих II Шенк фон Лимпург
Фридрих II Шенк фон Лимпург (на немски: Friedrich II Schenk von Limpurg; † 22 февруари 1333) е наследствен имперски шенк на замък Лимпург до Швебиш Хал в Баден-Вюртемберг.

## Произход
Той е единственият син на Фридрих I Шенк фон Лимпург († 1320) и съпругата му Мехтилд фон Дилсберг-Дюрн († сл. 1292), дъщеря на граф Бопо II фон Дюрн-Дилсберг († 1290) и Агнес фон Хоенлое-Романя († сл. 1314), дъщеря на граф Готфрид I фон Хоенлое-Романя († 1254/1255) и Рихица/Рикса фон Краутхайм († 1262).
Фридрих II Шенк умира на 22 февруари 1333 г. и е погребан в манастир Комбург.

## Фамилия
Фридрих II Шенк се жени за Мехтилд фон Рехберг († сл. 12 април 1336, погребана в Комбург), дъщеря на Албрехт I фон Рехберг фогт на Хоенрехберг († 1324/1326) и графиня Аделхайд фон Кирхберг († сл. 1305), дъщеря на граф Конрад фон Кирхберг и фон Зулц. Те имат 4 деца:
- Албрехт I Шенк фон Лимпург († 25 април 1374), женен за графиня Елизабет фон Тюбинген († 1404), дъщеря на пфалцграф Готфрид III фон Тюбинген-Бьоблинген († 1369) и графиня Клара фон Фрайбург († 1371)
- Конрад II Шенк фон Лимпург († 17 април 1376), женен 1359 г. за графиня Ита фон Вайнсберг († сл. 1398(
- Мехтхилд фон Лимпург († сл. 1355), омъжена ок. 1355 г. за граф Албрехт II фон Льовенщайн-Шенкенберг († пр. 20 май 1382)
- Рудолф фон Лимпург (* пр. 1353; † 7 октомври 1373)